# Rätt till vård-initiativet
Rätt till vård-initiativet är ett upprop från 2008 av 27 svenska organisationer som kräver att papperslösa och asylsökande ska ha rätt till subventionerad sjukvård på samma villkor som andra som bor i Sverige. Bland initiativtagarna finns bl.a. Röda Korset, Läkare utan gränser, Rädda Barnen och samtliga vårdförbund såsom Läkarförbundet och Vårdförbundet. Utöver dessa stödde dessutom 13 andra organisationer initiativet.
Organisationerna skapade 2008 ett gemensamt ställningstagande för papperslösas rätt till vård och träffades flera gånger om året för att diskutera frågan. Syftet är att utgöra en plattform för diskussion samt skapa möjligheter för samarbeten för påverkansarbete. 
År 2014 och 2017 gjordes nya uttalanden. 
I samband med Tidöavtalet 2022 och dess planer på en lag om anmälningsplikt för offentligt anställd sjukvårdspersonal och införandet av tolkavgift har initiativet återigen gjort ett uttalande, undertecknat av ett fyrtiotal organisationer . 